# Euplexia denigrata
Euplexia denigrata là một loài bướm đêm trong họ Noctuidae.